# Daniel Rutherford

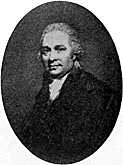
Daniel Rutherford

Daniel Rutherford (Edimburgo, 3 novembre 1749 – Edimburgo, 15 dicembre 1819) è stato un chimico britannico.

## Biografia
Frequentò il corso di medicina all'università della sua città e fu allievo di Joseph Black; 
ancora studente collaborò attivamente con gli studi del suo maestro sull'aria fissa (anidride carbonica), 
tali studi gli permisero di riconoscere un nuovo tipo di gas (1772), 
che chiamò aria flogistificata (azoto).
Conseguì il dottorato nello stesso anno e intraprese viaggi di studio in Inghilterra, Francia e Italia. Ritornato in patria, si dedicò alla professione di medico fino al 1786, anno in cui ottenne la cattedra di botanica all'università di Edimburgo, che mantenne per il resto della vita.
Rutherford fu zio, per parte materna, di Sir Walter Scott.